# Некрасов, Борис (футболист)
Бори́с Некра́сов (род. 1943) — советский футболист.
В 1962—1963 годах был в составе ленинградского «Динамо». Единственный матч в чемпионате СССР провёл 15 июля 1962 года — в гостевой игре против харьковского «Авангарда» (0:0) вышел на замену на 60-й минуте.